# Торник, Георгий
Георгий Торник (греч. Γεώργιος Τορνίκιος) — византийский богослов и эпистолограф XII века. Митрополит Эфесский с 1155 года до своей смерти, наступившей в 1156/1157 или 1166/1167 году. Представитель знатной семьи армянского происхождения.
Скудные сведения о жизни Торника известны из 25 его писем Торника, обнаруженных в начале XX века Спиридоном Ламбросом. С материнской стороны он был родственником архиепископа Феофилакт Охридского. Идентификация митрополита Афинского, к которому обращены 6 писем Торника с Михаилом Хониатом (1140—1220) была опровергнута, и в настоящее время период творческой активности Торника датируют серединой XII века. По мнению французского византиниста Жана Даррузе, Георгий Торник родился между 1110 и 1120 годами. В 1146/1147 году он был назначен дидаскалом Псалтири в Патриаршей школы, а затем Евангелия. В 1153—1155 был ипомнематографом. Не позднее 1156 года Георгий покинул свои посты в школе, после чего был назначен митрополитом Эфеса. Р. Браунинг полагает, что ещё примерно в 1166 году Торник был богословским советником императора Мануила I, однако большинство исследователей полагают, что никаких сведений о жизни митрополита после 1156 или 1157 года не известно.
Георгий Торник был активным участником богословской дискуссии 1156—1157 и обоих состоявшихся тогда в Константинополе соборов. В написанном им в мае 1157 года «Мнении» он опровергал учение Сотириха Пантевгена. Также известна составленная Торником речь на смерть Анны Комнины.